# 1438
1438 (MCDXXXVIII) fue un año común comenzado en miércoles del calendario juliano.

## Acontecimientos
- 1 de enero: en Hungría, Alberto II de Habsburgo es coronado rey.
- 24 de enero: en Basilea (Suiza), el Concilio de Basilea suspende al papa Eugenio IV.
- Pragmática Sanción de Bourges por la que surge la Iglesia Galicana.
- Marcha de los chancas sobre Cuzco y triunfo inca.
- Pachacútec inicia la expansión del Imperio inca.
- Diogo Gomes de Sintra descubre las Islas Salvajes.
- Fernán Álvarez de Toledo recibe el Condado de Alba, primer título nobiliario hereditario del reino de Castilla, que será transformado en ducado en 1470.
- Fin de la dinastía Ganga Oriental en Orissa (India).
- Comienza el Concilio de Ferrara.
- Alfonso V de Portugal es coronado rey de Portugal, con seis años.

## Arte y literatura
- El Corbacho o Reprobación del amor mundano (1438) del arcipreste de Talavera.

## Nacimientos
- Íñigo López de Mendoza y Luna, segundo Duque del Infantado.
- Margarita de Borbón.

## Fallecimientos
- 13 de septiembre - Eduardo I de Portugal.
- Gómez González de Cuéllar, clérigo castellano.
- Barsbay, noveno sultán mameluco.